# 徐希孟
徐希孟（？—1601年），字仲舆，號峄阳，直隶鎮江府丹徒县人，居金坛县，明朝政治人物。同进士出身。

## 生平
七月初一日生，治春秋。萬曆十九年（1591年）辛卯科應天鄉試第五名舉人（經魁），萬曆二十三年（1595年）乙未科會試第四十九名，廷試二甲第三名进士，户部觀政，本年六月授官刑部河南司主事，二十七年調礼部精膳司主事，本年升主客司员外郎，二十八年升礼部精膳司郎中，二十九年辛丑四月卒。